# Svitávka (district de Blansko)
Svitávka (en allemand : Zwittales) est un bourg (městys) du district de Blansko, dans la région de Moravie-du-Sud, en République tchèque. Sa population s'élevait à 1 883 habitants en 2024.

## Géographie
Svitávka se trouve à 5 km à l'ouest-nord-ouest du centre de Boskovice, à 16 km au nord-nord-ouest de Blansko, à 35 km au nord de Brno et à 168 km à l'est-sud-est de Prague.

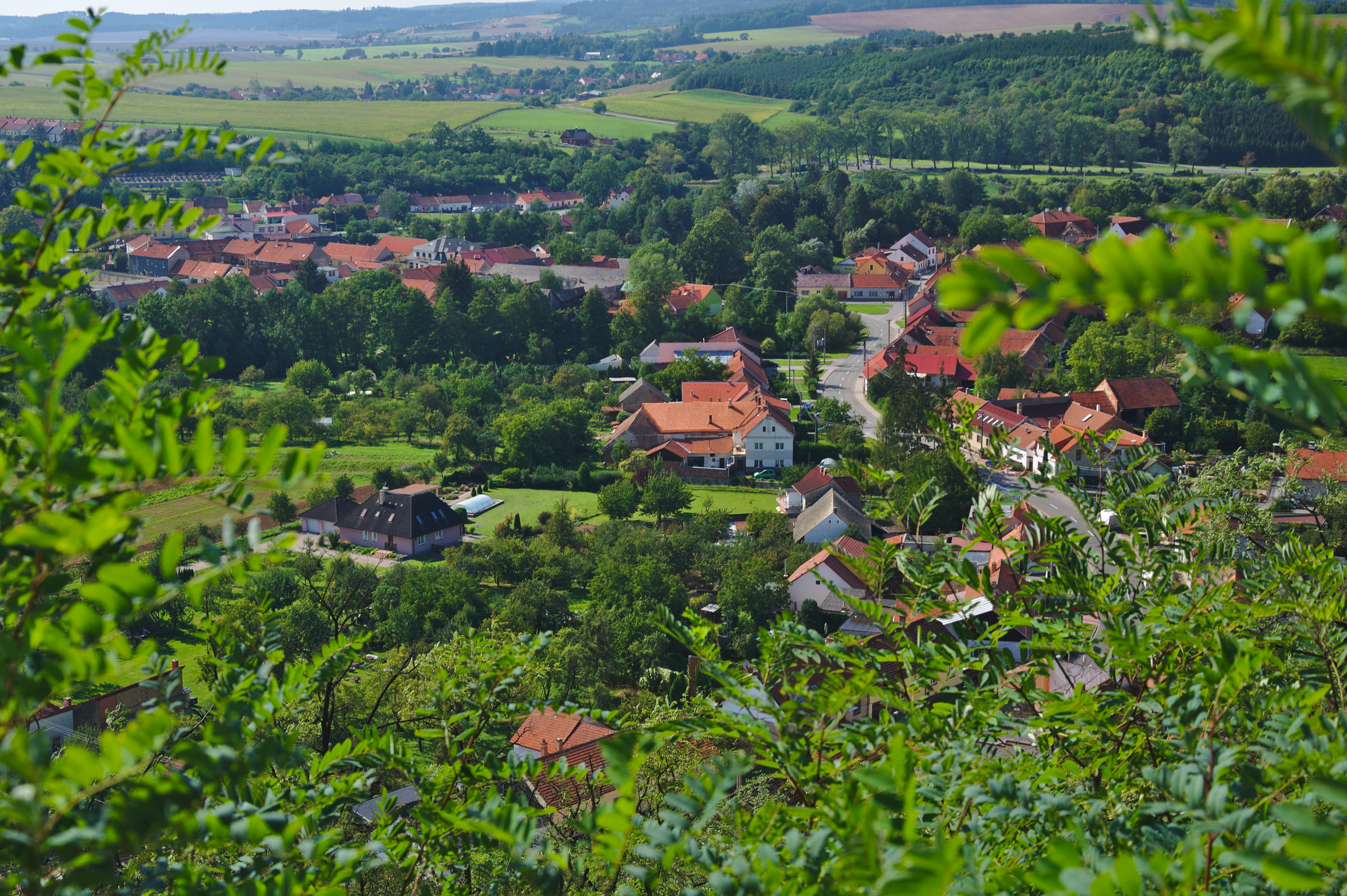
Svitávka : vue générale.

La commune est limitée par Letovice et Míchov au nord, par Chrudichromy à l'est, par Skalice nad Svitavou au sud, et par Sebranice et Nýrov à l'ouest.

## Histoire
La première mention écrite de la localité date de 1284.

## Transports
Par la route, Svitávka se trouve à 6 km de Letovice, à 20 km de Blansko, à 39 km de Brno et à 206 km de Prague.